# Mairi
Der Begriff Mairi (japanisch) steht in einigen Kampfsportarten für das so genannte Abklopfen nach einem Hebel oder Würgegriff, das dem Partner anzeigen soll, dass die Grenze der Erträglichkeit erreicht ist. Dabei wird am eigenen Körper, auf der Matte oder – je nach Kampfsportart – auch am Partner abgeklopft.